# Ritual (musikalbum av Soulfly)
Ritual är det elfte albumet av det amerikanska groove metal-bandet Soulfly, som släpptes den 19 oktober 2018 genom Nuclear Blast. Albumet producerades av Josh Wilbur, som bland annat producerade Killer Be Killeds debutalbum. Enligt Max Cavaleras uttalandet ska albumet vara en Tribal Thrash Metal album, med blandade influenser från bandets tidigare album (Soulfly och Primitive, samt Roots med Sepultura) med extremare musik såsom death metal och thrash metal. Detta är också det tredje albumet Max Cavaleras son Zyon Cavalera medverkar på sedan Savages som släpptes 2013 och även det första albumet med basisten Mike Leon.

## Låtlista
1. "Ritual"  - 4:55
2. "Dead Behind the Eyes" - 5:17
3. "The Summoning" - 4:15
4. "Evil Empowered" - 3:33
5. "Under Rapture" - 5:42
6. "Demonized" - 4:42
7. "Blood on the Street" - 4:32
8. "Bite the Bullet" - 3:52
9. "Feedback!" - 3:00
10. "Soulfly XI" - 3:25

## Medverkande
- Max Cavalera - sång, gitarr
- Marc Rizzo - gitarr
- Mike Leon - bas
- Zyon Cavalera - trummor

### Gästmedverkande
- Randy Blythe (Lamb of God) - sång på "Dead Behind the Eyes"
- Ross Dolan (Immolation) - sång på "Under Rapture"
- Igor Jr. Cavalera (Lody Kong) - sång på "Feedback!"
- Mark Damon (The Pretty Reckless) - saxofon på "Soulfly XI"